# Конинк, Петер
Петер (де) Конинк (нидерл. Pieter de Coninck) (между 1250 и 1260—1332 или 1333) — национальный герой Фландрии.
Старшина цеха ткачей в Брюгге, вместе со старшиной цеха мясников, Яном Брейделем, встал во главе фландрских городов, восставших против французского наместника Жака де Шатильона (1302), что привело к знаменитой битве при Куртре.
В 1887 году ему и Брейделю на Рыночной площади Брюгге был воздвигнут памятник работы Поля де Виня.